# Loboso (Pastoriza)
Loboso (llamada oficialmente Santo André de Loboso) es una parroquia española del municipio de Pastoriza, en la provincia de Lugo, Galicia.

## Otras denominaciones
La parroquia también es conocida por el nombre de San Andrés de Loboso.

## Organización territorial
La parroquia está formada por cuatro entidades de población:
- Amoras (As Amoras)
- Arbillega (A Ervillega)
- Lavancos
- Melle (O Melle)

## Demografía
| Gráfica de evolución demográfica de Loboso entre 2000 y 2020 |
|                                                              |
| Datos según el nomenclátor publicado por el INE.             |